# Olympische Sommerspiele 2024/Teilnehmer (Dominica)
| Gelbes Symbol für Goldmedaillen mit stilisierten Olympischen Ringen | Graues Symbol für Silbermedaillen mit stilisierten Olympischen Ringen | Braundes Symbol für Bronzemedaillen mit stilisierten Olympischen Ringen |
| ------------------------------------------------------------------- | --------------------------------------------------------------------- | ----------------------------------------------------------------------- |
| 1                                                                   | —                                                                     | —                                                                       |

Dominica nahm an den Olympischen Spielen 2024 vom 26. Juli bis zum 11. August 2024 in Paris teil. Es war die insgesamt achte Teilnahme an Olympischen Sommerspielen.

## Teilnehmer nach Sportarten

### Leichtathletik
Die Olympianormen des Weltverbandes konnte lediglich Thea LaFond im Dreisprung der Frauen erreichen.
Laufen und Gehen
| Athleten     | Wettbewerb | Vorlauf     | Vorlauf | Hoffnungslauf | Hoffnungslauf | Halbfinale    | Halbfinale    | Finale        | Finale        | Rang          |
| Athleten     | Wettbewerb | Zeit        | Rang    | Zeit          | Rang          | Zeit          | Rang          | Zeit          | Rang          | Rang          |
| ------------ | ---------- | ----------- | ------- | ------------- | ------------- | ------------- | ------------- | ------------- | ------------- | ------------- |
| Männer       |            |             |         |               |               |               |               |               |               |               |
| Dennick Luke | 800 m      | 1:47,54 min | 44      | 1:46,81 min   | 6             | ausgeschieden | ausgeschieden | ausgeschieden | ausgeschieden | ausgeschieden |

Springen und Werfen
| Athleten    | Wettbewerb | Qualifikation | Qualifikation | Finale     | Finale | Rang |
| Athleten    | Wettbewerb | Weite/Höhe    | Rang          | Weite/Höhe | Rang   | Rang |
| ----------- | ---------- | ------------- | ------------- | ---------- | ------ | ---- |
| Frauen      |            |               |               |            |        |      |
| Thea LaFond | Dreisprung | 14,35 m       | 7             | 15,02 m    | 1      | Gold |

### Schwimmen
| Athleten          | Wettbewerb    | Vorlauf | Vorlauf | Halbfinale    | Halbfinale    | Finale        | Finale        | Rang |
| Athleten          | Wettbewerb    | Zeit    | Rang    | Zeit          | Rang          | Zeit          | Rang          | Rang |
| ----------------- | ------------- | ------- | ------- | ------------- | ------------- | ------------- | ------------- | ---- |
| Frauen            |               |         |         |               |               |               |               |      |
| Jasmine Schofield | 50 m Freistil | 29,91 s | 60      | ausgeschieden | ausgeschieden | ausgeschieden | ausgeschieden | 60   |
| Männer            |               |         |         |               |               |               |               |      |
| Warren Lawrence   | 50 m Freistil | 24,67 s | 52      | ausgeschieden | ausgeschieden | ausgeschieden | ausgeschieden | 52   |